# Campeonato Africano de Futebol Sub-23 de 2011
O Campeonato Africano de Futebol Sub-23 de 2011 foi a primeira edição do torneio para jogadores até 23 anos de idade do continente africano. O evento estava inicialmente agendado para ser realizado no Egito entre os dias 26 de novembro e 10 de dezembro porém, devido a problemas de segurança, as autoridades egípcias abriram mão de sediar o campeonato. Em 13 de outubro de 2011, o Marrocos foi escolhido como novo país-sede.
O torneio serviu para apontar as seleções que representarão a África no torneio de futebol masculino dos Jogos Olímpicos de Verão de 2012, em Londres. Os três primeiros colocados garantiram qualificação direta, enquanto que o quarto colocado disputará uma repescagem com uma seleção da Ásia.

## Equipes participantes
No total, 39 seleções participaram as eliminatórias para o primeiro Campeonato Africano Sub-23. Após três rodadas no sistema mata-mata, foram definidos os oito qualificados para a fase final. O país-sede só foi escolhido após a definição dos oito finalistas.
| - África do Sul - Argélia - Costa do Marfim - Egito | - Gabão - Marrocos (país-sede) - Nigéria - Senegal |

## Sedes
| Marrakech          | Tânger          |
| ------------------ | --------------- |
| Stade de Marrakech | Stade de Tanger |
|                    |                 |

## Fase de grupos
Todos os horários estão no fuso do Marrocos (UTC+0).
|  | Equipes classificadas às semifinais |
|  | Equipes eliminadas                  |

### Grupo A
| Equipe   | Pts | J | V | E | D | GP | GC | SD |
| -------- | --- | - | - | - | - | -- | -- | -- |
| Senegal  | 6   | 3 | 2 | 0 | 1 | 3  | 2  | +1 |
| Marrocos | 6   | 3 | 2 | 0 | 1 | 2  | 1  | +1 |
| Nigéria  | 3   | 3 | 1 | 0 | 2 | 5  | 4  | +1 |
| Argélia  | 3   | 3 | 1 | 0 | 2 | 2  | 5  | -3 |

| 26 de novembro de 2011 | Nigéria | 0 - 1     | Marrocos          | Stade de Tanger, Tânger      |
| 17:30                  |         | Relatório | Barrada 28' (pen) | Árbitro: KEN Sylvester Kirwa |

| 26 de novembro de 2011 | Argélia       | 1 - 0     | Senegal | Stade de Tanger, Tânger   |
| 20:30                  | Benaldjia 77' | Relatório |         | Árbitro: CMR Néant Alioum |

| 29 de novembro de 2011 | Marrocos        | 1 - 0     | Argélia | Stade de Tanger, Tânger    |
| 17:30                  | Tighadouini 59' | Relatório |         | Árbitro: ZAM Janny Sikazwe |

| 29 de novembro de 2011 | Senegal              | 2 - 1     | Nigéria     | Stade de Tanger, Tânger  |
| 20:30                  | Mbodj 34' · Sané 42' | Relatório | Uchechi 49' | Árbitro: TUN Slim Jedidi |

| 2 de dezembro de 2011 | Nigéria                           | 4 - 1 | Argélia       | Stade de Tanger, Tânger     |
| 19:00                 | Lawal 47', 75', 85' · Uchechi 87' |       | Bounedjah 42' | Árbitro: GAM Bakary Gassama |

| 2 de dezembro de 2011 | Marrocos | 0 - 1     | Senegal  | Stade de Marrakech, Marrakech    |
| 19:00                 |          | Relatório | Wade 31' | Árbitro: MAD Hamada Nampiandraza |

### Grupo B
| Equipe          | Pts | J | V | E | D | GP | GC | SD |
| --------------- | --- | - | - | - | - | -- | -- | -- |
| Egito           | 6   | 3 | 2 | 0 | 1 | 3  | 1  | +2 |
| Gabão           | 4   | 3 | 1 | 1 | 1 | 4  | 3  | +1 |
| Costa do Marfim | 4   | 3 | 1 | 1 | 1 | 3  | 4  | -1 |
| África do Sul   | 2   | 3 | 0 | 2 | 1 | 2  | 4  | -2 |

| 27 de novembro de 2011 | Egito     | 1 - 0     | Gabão | Stade de Marrakech, Marrakech |
| 17:30                  | Magdi 50' | Relatório |       | Árbitro: GAM Bakary Gassama   |

| 27 de novembro de 2011 | África do Sul | 1 - 1     | Costa do Marfim | Stade de Marrakech, Marrakech   |
| 20:30                  | Bhengu 21'    | Relatório | Griffiths 81'   | Árbitro: MAR Bouchaib El Ahrach |

| 30 de novembro de 2011 | Gabão          | 1 - 1     | África do Sul | Stade de Marrakech, Marrakech    |
| 17:30                  | Lengoulama 80' | Relatório | Masango 40'   | Árbitro: MTN Ali Ould Lemghaifry |

| 30 de novembro de 2011 | Costa do Marfim | 1 - 0     | Egito | Stade de Marrakech, Marrakech    |
| 20:30                  | Koné 83'        | Relatório |       | Árbitro: MAD Hamada Nampiandraza |

| 3 de dezembro de 2011 | Egito                    | 2 - 0     | África do Sul | Stade de Marrakech, Marrakech |
| 19:00                 | El Neny 46' · Mohsen 63' | Relatório |               | Árbitro: ZAM Janny Sikazwe    |

| 3 de dezembro de 2011 | Gabão                              | 3 - 1 | Costa do Marfim | Stade de Tanger, Tânger  |
| 19:00                 | Ndong 46', 49' (pen) · Yacouba 78' |       | Traoré 30'      | Árbitro: TUN Slim Jedidi |

## Fase final
Todos os horários estão no fuso do Marrocos (UTC+0).
|  | Semifinais                | Semifinais             |   |                            | Final                      | Final |  |
|  |                           |                        |   |                            |                            |       |  |
|  | 6 de dezembro - Marrakech |                        |   |                            |                            |       |  |
|  | Senegal                   | 0                      |   |                            |                            |       |  |
|  | Gabão                     | 1 (pro)                |   |                            |                            |       |  |
|  |                           |                        |   |                            |                            |       |  |
|  |                           |                        |   |                            | 10 de dezembro - Marrakech |       |  |
|  |                           |                        |   |                            | Gabão                      | 2     |  |
|  |                           | Marrocos               | 1 |                            |                            |       |  |
|  |                           |                        |   |                            |                            |       |  |
|  |                           |                        |   |                            |                            |       |  |
|  |                           |                        |   |                            | Terceiro lugar             |       |  |
|  | 7 de dezembro - Tânger    | 7 de dezembro - Tânger |   | 10 de dezembro - Marrakech | 10 de dezembro - Marrakech |       |  |
|  | Egito                     | 2                      |   | Senegal                    | 0                          |       |  |
|  | Marrocos                  | 3                      |   |                            | Egito                      | 2     |  |

### Semifinais
| 6 de dezembro de 2011 | Senegal | 0 - 1 (pro) | Gabão     | Stade de Marrakech, Marrakech |
| 19:00                 |         | Relatório   | Poko 119' | Árbitro: ZAM Janny Sikazwe    |

| 7 de dezembro de 2011 | Egito                    | 2 - 3     | Marrocos                  | Stade de Tanger, Tânger   |
| 19:00                 | Salah 36' · Sherwida 82' | Relatório | Barrada 1', 9' · Poko 66' | Árbitro: CMR Néant Alioum |

### Disputa do 3º lugar
| 10 de dezembro de 2011 | Senegal | 0 - 2     | Egito                    | Stade de Marrakech, Marrakech |
| 16:00                  |         | Relatório | Sherwida 32' · Gomaa 68' | Árbitro: Jedidi slim          |

### Final
| 10 de dezembro de 2011 | Gabão                 | 2 - 1     | Marrocos    | Stade de Marrakech, Marrakech |
| 19:00                  | Obiang 34' · Nono 41' | Relatório | Mokhtar 21' |                               |

## Campeão
| Campeonato Africano Sub-23 |
| Gabão                      |
| -------------------------- |
| GABÃO Campeão (1º título)  |

## Classificação final
| Pos. | Equipe          |
| ---- | --------------- |
| 1    | Gabão           |
| 2    | Marrocos        |
| 3    | Egito           |
| 4    | Senegal         |
| 5    | Costa do Marfim |
| 6    | Nigéria         |
| 7    | Argélia         |
| 8    | África do Sul   |

## Marcadores
| 3 gol(o)s - Abdelaziz Barrada - Raheem Lawal 2 gol(o)s - Ahmed Sherwida - Emmanuel Ndong Mba - Younes Mokhtar - Danny Uchechi 1 gol(o) - Phumelele Bhengu - Mandla Masango - Mehdi Benaldjia - Baghdad Bounedjah - Georges Henri Griffiths - Moussa Koné | 1 gol(o) (continuação) - Lacina Traoré - Ahmed Magdi - Marwan Mohsen - Mohamed El Nenny - Saleh Gomaa - Johan Diderot Lengoualama - Allen Nono - Landry Jerry Obiang - André Biyogo Poko - Lionel Yacouya - Adnane Tighadouini - Kara Mbodj - Abdoulaye Sané - Omar Wade |